# Elezioni parlamentari nelle Comore del 2025
Le elezioni parlamentari nelle Comore del 2025 si sono tenute il 12 gennaio per il rinnovo dell'Assemblea dell'Unione, il parlamento del paese.
Originariamente previste in due turni (con il secondo idealmente per il 16 febbraio), poiché non si è verificata alcuna necessità di ballottaggio, la consultazione si è tenuta in un solo turno.
Esse, ormai da tempo non democratiche e per questo boicottate dai partiti dell'opposizione (tra cui l'Unione per lo Sviluppo delle Comore e il Partito Juwa), hanno determinato l’ennesima vittoria della Convenzione per il Rinnovamento delle Comore (CRC) del Presidente Azali Assoumani, che, in questo modo è riuscito a riconfermare e migliorare la sua maggioranza parlamentare, ottenendo ben 31 seggi su 33.

## Sistema elettorale
Per le elezioni parlamentari, la legge elettorale comoriana prevede l’applicazione di un sistema maggioritario a doppio turno in altrettanti collegi uninominali.

## Risultati
| Convenzione per il Rinnovamento delle Comore (CRC)   | 114 261 | 69,60 | 31 |  |  |  |
| Partito Arancione (ORANGE)                           | 8 104   | 4,94  | —  |  |  |  |
| Partito per il Rinnovamento delle Istituzioni (PARI) | 6 674   | 4,07  | 1  |  |  |  |
| Raggruppamento Democratico delle Comore (RDC)        | 2 513   | 1,53  | —  |  |  |  |
| Twamaya Yahe Komori (TYK)                            | 2 496   | 1,52  | —  |  |  |  |
| Swauti (S)                                           | 711     | 0,43  | —  |  |  |  |
| Indipendenti (IND)                                   | 29 404  | 17,91 | 1  |  |  |  |
| Totale                                               | 164 163 | 100   | 33 |  |  |  |
|                                                      |         |       |    |  |  |  |
| Voti non validi                                      | 74 732  | 31,28 |    |  |  |  |
| Votanti                                              | 238 895 | 70,48 |    |  |  |  |
| Elettori                                             | 338 940 |       |    |  |  |  |